# Back in Black
Back in Black je sedmi studijski album australskog hard rock sastava AC/DC, objavljen 1980. godine. Posvećen je preminulom pjevaču grupe Bonu Scottu te je prodan u više od 49 milijuna primjeraka diljem svijeta, što ga čini najbolje prodavanim hard rock albumom svih vremena.

## Popis pjesama
Sve pjesme napisali su Angus Young, Malcolm Young i Brian Johnson
1. "Hells Bells" – 5:12
2. "Shoot to Thrill" – 5:17
3. "What Do You Do for Money Honey" – 3:35
4. "Givin the Dog a Bone" – 3:31
5. "Let Me Put My Love into You" – 4:15
6. "Back in Black" – 4:15
7. "You Shook Me All Night Long" – 3:30
8. "Have a Drink on Me" – 3:58
9. "Shake a Leg" – 4:05
10. "Rock And Roll Ain't Noise Pollution" – 4:16

## Zasluge
AC/DC
- Brian Johnson – vokali
- Angus Young – solo gitara
- Malcolm Young – ritam gitara, prateći vokali
- Cliff Williams – bas-gitara, prateći vokali
- Phil Rudd – bubnjevi